# Етаж
Етаж (на френски: étage) или (остаряло) кат, е част от сграда или постройка между две последователни подови конструкции. Речникът на българския език обяснява значението на думата етаж (или кат) като „част от сграда, която включва всички помещения, разположени едно до друго и на една височина“.
Обикновено според броя на надземните етажи се говори за едноетажни, двуетажни, триетажни и многоетажни сгради, като най-много етажи имат небостъргачите, понякога над 100.
Придвижването между етажите се извършва посредством стълбища, както и чрез асансьори и ескалатори.

## Височина на етаж
Височината на етаж зависи от предназначението на сградата и от предназначението на етажа в сградата. Светлата височина  на жилищните помещения в нови жилищни сгради трябва да бъде най-малко 2,6 m. Жилищните помещения във вилни сгради и в подпокривното пространство на жилищни сгради трябва да имат светла височина най-малко 2,3 m в 50 на сто от площта им – поради наклона на тавана на помещението. Светлата височина на първия надземен етаж в нови жилищни сгради, когато той е предназначен за магазини и заведения за хранене, трябва да бъде най-малко 3,2 m. В обществени и промишлени сгради височината на етаж може значително да надвишава тези стойности.
На един етаж могат да се намират самостоятелни обекти с различно предназначение.
В подземен етаж на сградата могат да се разполагат избата (мазето), гаражите и други.
Ползват се термините подземен етаж, полуподземен етаж, надземен етаж, обяснени в Допълнителните разпоредби на Закона за устройство на територията.

## Партер
Първият етаж, който е на нивото на земята, е наричан партер. Думата партер (от френски parterre – буквално „на земята“, след което се брои първи етаж, втори етаж и така нататък), все още се ползва в смисъл на „приземен етаж на сграда“, над който следват първи, втори и така нататък етажи – доколкото тази дума присъства в адреса и съдържащата го документация при много съществуващи сгради, а и в други писмени документи.
Етажът над партера при някои сгради е наричан бѐлетаж (от френски bel – прекрасен, красив; étage – етаж, кат).
В кадастъра, в идентификатора на самостоятелен обект в сграда (който може да бъде жилище, апартамент, ателие, гараж, офис, склад и други) партерният етаж – предимно в заварени от Закона за устройство на територията сгради, се означава като първи етаж, този над партерния – като втори и така нататък.

## Тавански етаж
Тавански етаж, съответно мансарден етаж е етажът, разположен в подпокривното пространство и ограничен частично или цялостно от покривните плоскости.

## Други значения на думата „етаж“
- Етаж (геология)
- Етаж (лесовъдство)